# 塔林大学
59°26′19″N 24°46′17″E / 59.43861°N 24.77139°E
塔林大学，成立于2005年，是爱沙尼亚最大的高等院校之一，位于首都塔林。这所大学拥有教学及研究人员1200人，本科生、硕士研究生和博士研究生分别有约近6000人、近3000人和近400人。现任校长为迪德·兰德教授。

## 历史
2002年5月15日，塔林的几所大学和研究所与爱沙尼亚教育部、塔林市政府之间签署了协议，决定筹办塔林大学。最初参与到塔林大学筹办工作的机构有：爱沙尼亚学术图书馆、爱沙尼亚艺术学院、爱沙尼亚人文研究所、爱沙尼亚科学院历史研究所、以及塔林师范大学。
最终，以原塔林师范大学为主体构成的塔林大学在2005年3月18日成立。在此之前，欧洲各国首都中仅有塔林没有直接以其城市名来命名的大学。

## 机构设置

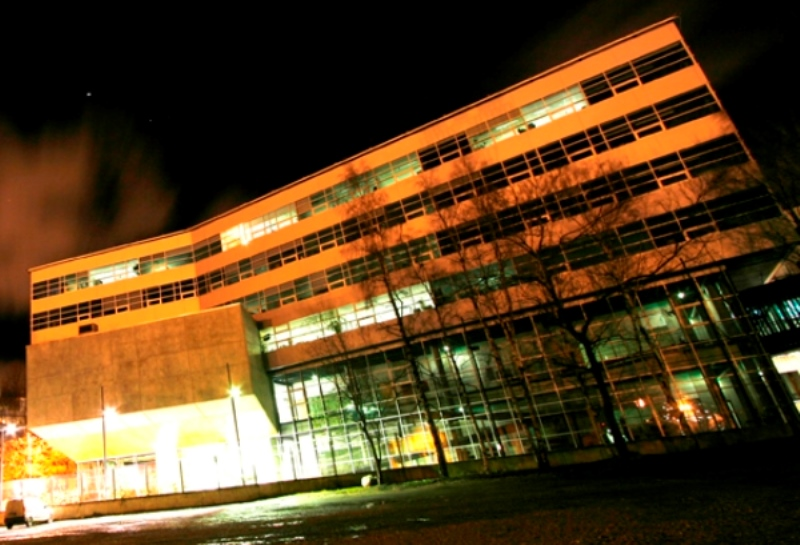
2006年建成的大樓“Mare”（拉丁語：海）

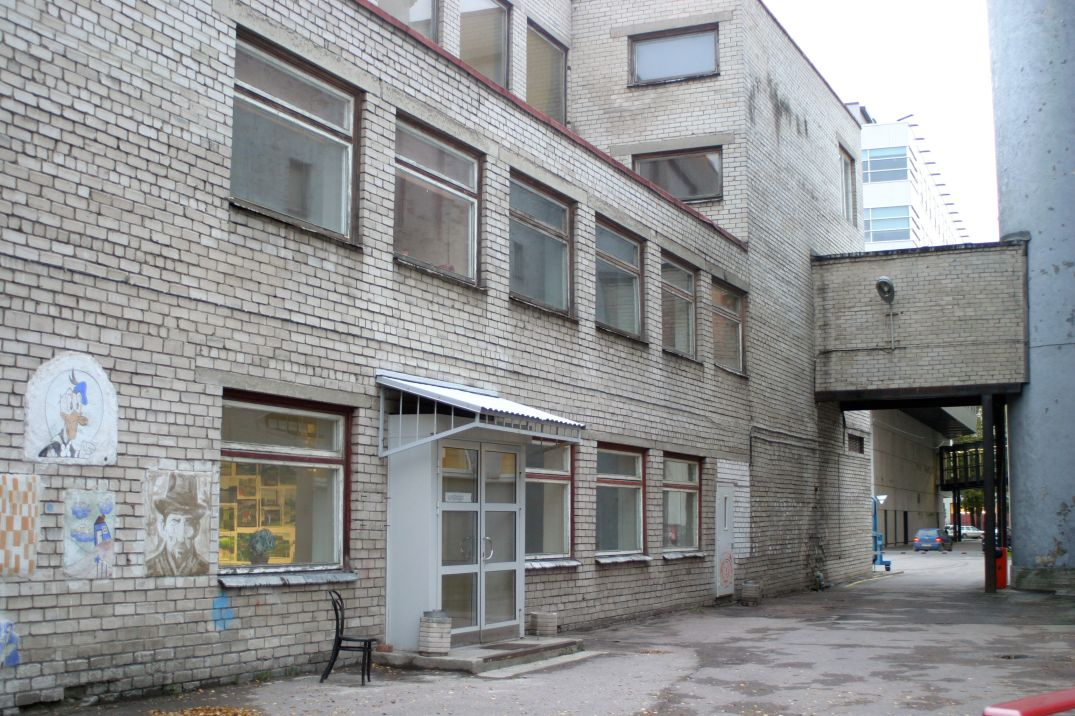
1964年建成美術學院的大樓“Ursa”（拉丁語：熊）

塔林大学的教学组织由18个研究所和8个学院展开，分别是：爱沙尼亚未来学研究所、爱沙尼亚人文研究所、生态学研究所、教育学研究所、爱沙尼亚人口统计学研究所、爱沙尼亚语言文化研究所、美术研究所、日尔曼-罗曼语言文化研究所、健康科学与体育研究所、历史研究所、信息学研究所、情报学研究所、国际与社会学研究所、数学与自然科学研究所、政治学与政府管理研究所、心理学研究所、斯拉夫语言文化研究所、社会工作研究所，波罗的海电影媒体学院、哈普萨卢学院、拉克韦雷学院、管理、法律与社会学院、人文学院、自然科学与健康学院、教育科学学院、数字技术学院等。塔林大学还设有九个学术中心，五个卓越中心。 該大學主校區的建築均有拉丁語名稱。

## 国际交流
塔林大学是欧洲大学协会（EUA）、欧洲首都大学网络（UNICA）、波罗的海区域大学网络（BSRUN）等国际大学组织的成员。
通过欧盟的伊拉斯謨計劃，塔林大学与欧洲各国的合作大学进行人员交流。此外，塔林大学还与比利时、丹麦、匈牙利、格鲁吉亚、芬兰、法国、德国、希腊、意大利、日本、韩国、拉脱维亚、立陶宛、挪威、俄罗斯、西班牙、瑞典、土耳其、乌克兰、美国等国家的38所大学签署了双边合作协议。
塔林大学与挪威奥斯陆大学学院和意大利帕尔马大学联合开设了一个欧盟Erasmus Mundus硕士课程，即数字图书馆学习硕士课程。